# Tim M. Babcock
Tim Milford Babcock, född 27 oktober 1919 i Littlefork i Minnesota, död 7 april 2015 i Helena i Montana, var en amerikansk republikansk politiker. Han var Montanas guvernör 1962–1969.
Babcock deltog i andra världskriget i USA:s armé och arbetade som verkställande direktör för Babcock & Lee Petroleum Transporters. I Montanas representanthus satt Babcock 1953–1954 och 1957–1960.  Han var Montanas viceguvernör 1961–1962.
Guvernör Donald Grant Nutter omkom 1962 i en flygolycka och efterträddes av Babcock. Han efterträddes sedan 1969 i guvernörsämbetet av  Forrest H. Anderson.
Babcock gifte sig 1941 med Betty Lee. Äktenskapet varade fram till hustruns död i augusti 2013. Betty Lee Babcock var ledamot av Montanas representanthus 1975–1977.